# Episodi di Canterbury's Law
La prima stagione della serie televisiva Canterbury's Law è stata trasmessa in prima visione negli Stati Uniti d'America dal 10 marzo 2008 al 18 aprile 2008. In Italia è stata trasmessa in prima visione da Joi dal 16 maggio 2009.
| nº | Titolo originale     | Titolo italiano                | Prima TV USA   | Prima TV Italia |
| -- | -------------------- | ------------------------------ | -------------- | --------------- |
| 1  | Pilot                | Vizi privati e pubbliche virtù | 10 marzo 2008  | 2009            |
| 2  | Baggage              | Delitti sepolti                | 17 marzo 2008  | 2009            |
| 3  | What Goes Around     | Al di là della sbarra          | 28 marzo 2008  | 2009            |
| 4  | Sweet Sixteen        | Dolci sedici anni              | 4 aprile 2008  | 2009            |
| 5  | Trade-Off            | Prova di forza                 | 11 aprile 2008 | 2009            |
| 6  | Sick as Your Secrets | Espiazione                     | 18 aprile 2008 | 2009            |